# San Lorenzo (Marbán)
San Lorenzo ist eine Ortschaft im Departamento Beni im südamerikanischen Anden-Staat Bolivien.

## Lage im Nahraum
San Lorenzo ist zentraler Ort des Kanton San Lorenzo im Municipio San Andrés in der Provinz Marbán. Die Ortschaft  liegt auf einer Höhe von 163 m am rechten, östlichen Ufer des Río Ibare, der 135 Kilometer flussabwärts in den Río Mamoré mündet.

## Geographie
San Lorenzo liegt im bolivianischen Tiefland in der Moxos-Ebene, mit über 100.000 km² eines der größten Feuchtgebiete der Erde.
Vorherrschende Vegetationsform in der Region San Andrés ist die tropische Savanne.
Die Jahresdurchschnittstemperatur beträgt 26 °C (siehe Klimadiagramm Trinidad), wobei sich die monatlichen Durchschnittstemperaturen zwischen Juni/Juli mit gut 23 °C und Oktober/Dezember von knapp 28 °C nur wenig unterscheiden. Der Jahresniederschlag beträgt fast 2000 mm und liegt somit mehr als doppelt so hoch wie die Niederschläge in Mitteleuropa. Höchstwerten von etwa 300 mm in den Monaten Dezember bis Februar stehen Niedrigwerte von etwa 50 mm im Juli/August gegenüber.

## Verkehrsnetz
San Lorenzo liegt in einer Entfernung von 31 Straßenkilometern südöstlich von Trinidad, der Hauptstadt des Departamentos, mit dem es über Sachojere durch eine direkte Straße verbunden ist.
Über Trinidad ist San Lorenzo mit dem Rest des Landes verbunden: Von hier aus führt die Nationalstraße Ruta 3 in westlicher Richtung auf den bolivianischen Altiplano nach La Paz; die nord-südlich-verlaufende Ruta 9 verbindet Trinidad mit Guayaramerín im Nordosten des Landes und über die Tiefland-Metropole Santa Cruz mit Yacuiba an der argentinischen Grenze.
Die Straßenverbindung von Trinidad nach San Lorenzo führt in südwestlicher Richtung über die Ortschaft Villa Alba nach Loreto, dem zentralen Ort des benachbarten Municipio Loreto.

## Bevölkerung
Die Einwohnerzahl der Ortschaft ist in den vergangenen beiden Jahrzehnten drastisch zurückgegangen:
| Jahr | Einwohner | Quelle       |
| ---- | --------- | ------------ |
| 1992 | 198       | Volkszählung |
| 2001 | 166       | Volkszählung |
| 2012 | 48        | Volkszählung |
| 2024 |           | Volkszählung |